# 靜岡市
静冈市（日语：／ Shizuoka shi */?）是一座位於日本中部東海地方靜岡縣中部的城市，也是静冈县縣廳所在地，並在2005年4月1日成为政令指定都市。靜岡市有人口約67万人，是靜岡縣內面積和人口第二大都市（均位列濱松市之後）。靜岡市的轄區面積超過1,411平方公里，是日本面積第五大都市（位於高山市、濱松市、日光市、北見市之後），亦是都道府縣廳所在地中面積最大的城市。靜岡市下設葵區、駿河區、清水區三個區。現在的靜岡市是在2003年4月1日由舊静冈市和清水市兩座都市合併誕生的。舊靜岡市是一座以駿府城為核心的城下町，而清水市則是一座港口都市。兩座城市之間有著鮮明的差異且中間有日本平相隔，使得靜岡市成為一座具有多樣特色的都市。

## 历史

### 古代時期
自繩文時代開始，靜岡市就已經開始有人居住。現在靜岡市內的登呂遺址即為彌生時代時的村落和農田遺跡。在奈良時代，駿河國的國府設在現在的靜岡市。1338年，今川範國被足利尊氏封為駿河守護，從此現靜岡市一帶地區成為今川氏的大本營。今川氏在靜岡模仿京都修建城市，使得靜岡市在現在保留有京都名稱相同的地名和町名。當時由許多文化人逃離戰亂的京都來到靜岡，使得靜岡文化繁榮，有「小京都」之稱。但在1560年桶狹間之戰後，今川氏迅速衰亡。1570年，武田信玄攻下靜岡，修建江尻城，靜岡市一度被武田氏統治。而舊清水市一帶在這一時期是武田氏的水軍基地。不過在1582年，武田氏又在織田信長、德川家康勢力的攻擊下滅亡。武田氏的領地改由德川家康領有。德川家康在靜岡修築駿府城，使得靜岡成為德川家康的發跡地。在德川家康創建江戶幕府並將將軍一職讓給德川秀忠之後，家康自江戶移居至駿府，並在這裡展開大御所政治，靜岡一度成為日本實際上的政治中心。江戶時代的靜岡的人口大約有15,000人，是茶葉、木材、紙等物資的集散地，亦是當時日本規模較大的城下町:235。德川幕府還開闢了清水湊，當時的清水湊也是江戶和大阪之間重要的物資中轉基地。

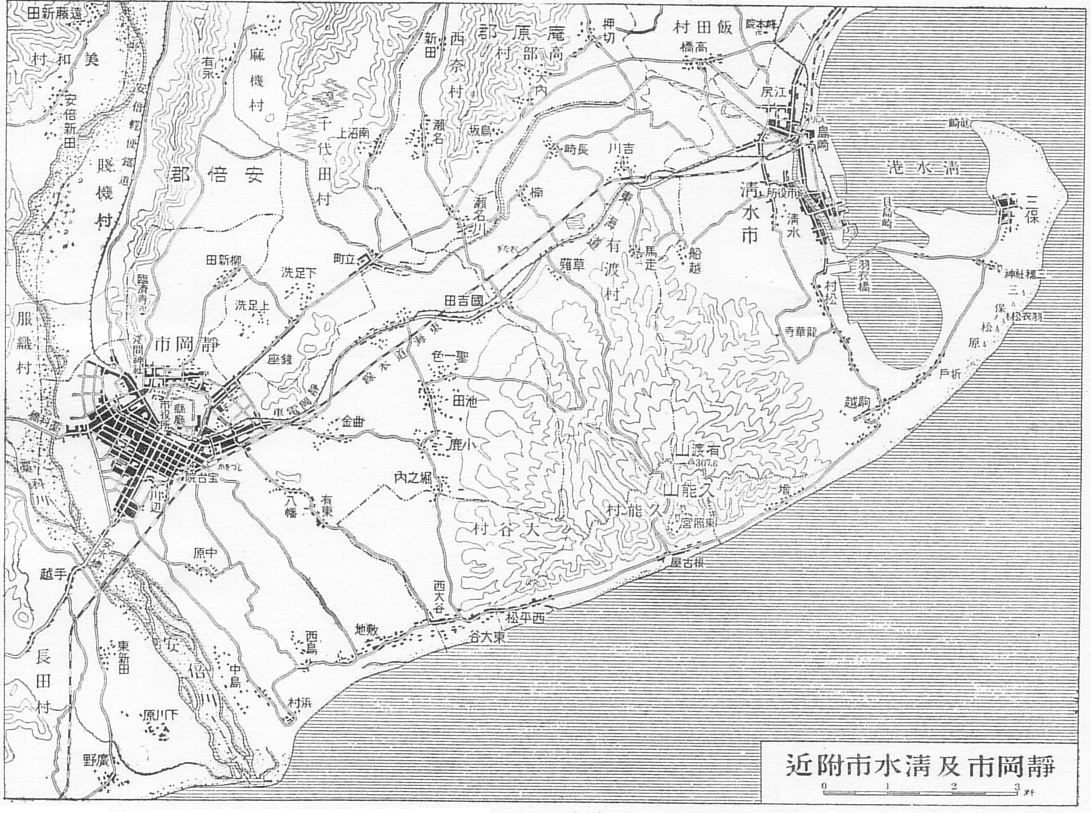
1930年時的靜岡市地圖

### 舊靜岡市
在明治維新之後，靜岡的名稱由江戶時代的「府中」（在日文中和「不忠」同音）改為靜岡。1889年4月1日，靜岡城下的74町和安倍郡的50町、有渡郡南安東村的部分地區統合，實施市制，靜岡市正式成立。當時的靜岡市面積為4.36平方公里，人口有37,681人，是日本最初的31個市之一。隨著鐵路東海道本線的開通，靜岡市逐步確立了其靜岡縣內中樞都市的地位。此後靜岡市亦經歷過多次市町村合併，市域面積逐漸擴大。1940年的靜岡大火和二戰中的空襲使得靜岡受到嚴重打擊，但戰後靜岡迅速復興。1969年，隨著市附近的6個村被併入靜岡市，靜岡市的人口超過40萬人。1996年，靜岡市被指定為中核市。

### 舊清水市
而在舊清水市方面。清水的歷史和港口息息相關，1899年，清水港被指定為貿易港，開始和外國進行貿易。在昭和中期之前，清水的三保一帶不適合農耕，有不少民眾都選擇移民，以至三保曾有「美國村」之稱。1924年2月11日，清水町和入江町、不二見村、三保村合併為清水市。當時清水市面積25.34平方公里，人口有43,295人，是日本第101個市。和靜岡市相同，清水市亦在二戰中遭遇美軍的空襲。1974年7月7日，清水市內發生洪水，市區受災嚴重。但另一方面，清水亦成長為日本重要的港口，加上日本平、三保之松原等優美的風景，使得清水成為知名的觀光都市。隨著人口的增加，清水市亦在2001年4月1日升為特例市。

### 兩市合併
自1950年代開始，就有合併靜岡市和清水市的呼聲。為促進兩市的廣域性開發，1965年，｢静清廣域行政協議會｣成立。1998年，兩市組建了「静岡市、清水市合併協議會」，靜岡清水兩市合併開始實質議論階段。2002年，静岡市、清水市合併協議會通過兩市合併的決定。在靜岡縣議會通過決議承認兩市合併之後，2003年4月1日，靜岡市和清水市正式合併，新靜岡市誕生。在2005年4月1日，靜岡市成為日本第14個政令指定都市。成為政令指定都市之後，靜岡市分為三個區，其中駿河區和葵區相當於舊靜岡市區域，而清水區則相當於舊清水市區域。在2006年和2008年，庵原郡的蒲原町和由比町又相繼被編入靜岡市，使得靜岡市的面積進一步擴大。

## 地理

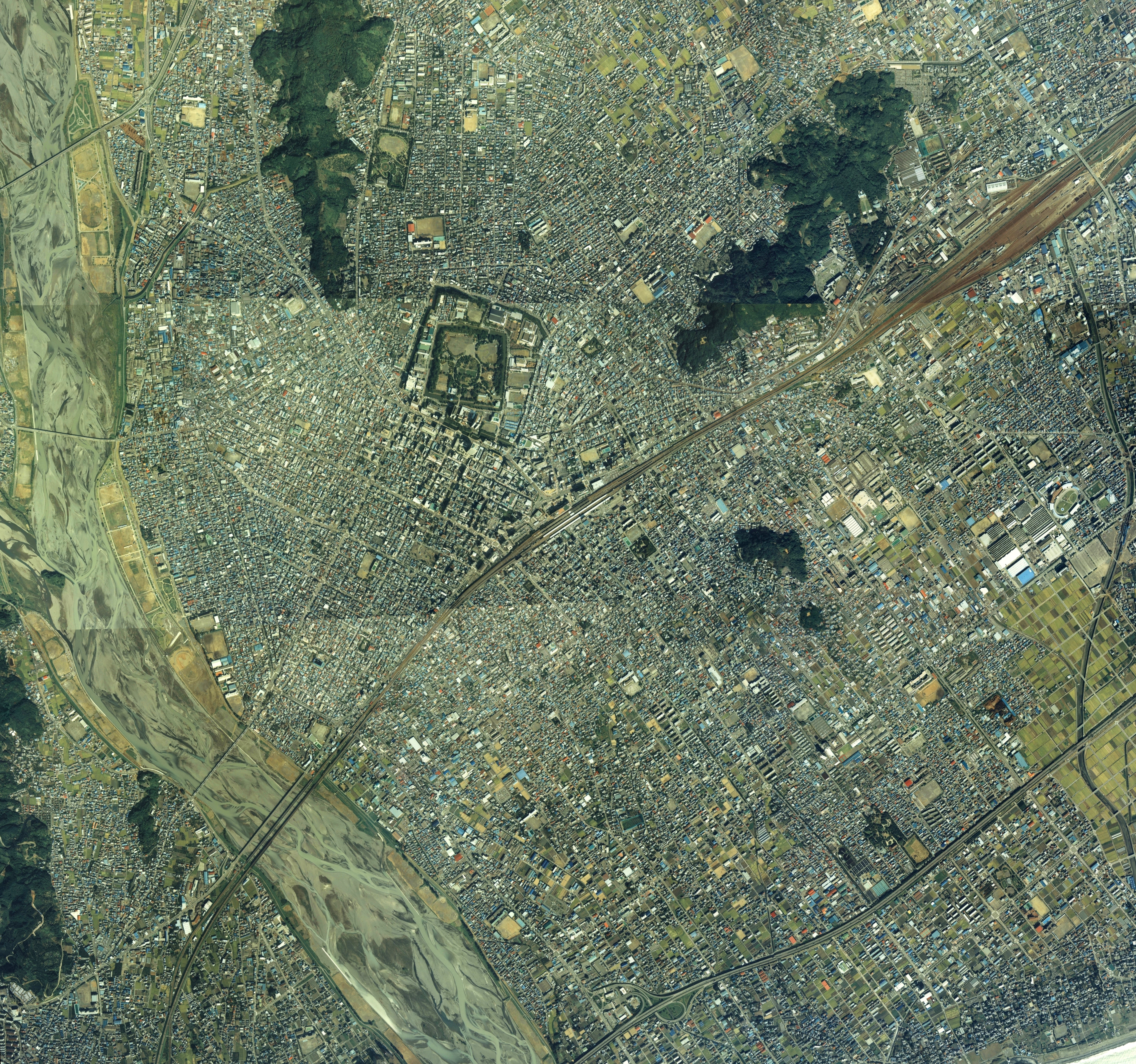
靜岡市中心地區的航拍照片。由1988年拍攝的15張照片合成而成

靜岡市位於靜岡縣的中部，幾乎位處東京和名古屋的中間點上。靜岡市市域範圍橫跨駿河灣至赤石山脈，面積十分廣大。市的東端位於富士川河口右岸，西端位於百俁澤之頭附近，南端位於大崩海岸，北端位於間之岳，亦是靜岡縣的最北端。在2003年4月至2005年2月之間，靜岡市曾經是日本面積最大的都市。即使現在，靜岡市仍然是日本面積第五大城市和面積最大的都道府縣廳所在地城市。據國土地理院的調查，靜岡市的面積達1,411.93平方公里。靜岡市三面環山，南面則是駿河灣。靜岡市的大部分地區都是無法居住的山林。靜岡市山地面積佔總面積的82%，市域北部有間之岳、鹽見岳、赤石岳、前聖岳等海拔高度超過3,000米的山峰:67-72。市內98%的人口集中在面積不足10%的平原地區，市區也高度集中在南部的狹小平原地區。在統計上來說，靜岡市雖然是靜岡縣內人口和面積第二大都市，但人口集中地區的面積為98.8平方公里，超過濱松市，位居靜岡縣內首位。據2010年的人口普查，靜岡市的人口重心位於葵區古莊5丁目19附近。

### 氣候
靜岡市屬於太平洋側氣候區。靜岡市的春季開始於3月。日本春季的象徵—櫻花在靜岡市多於3月底開放。在靜岡梅雨季節後，靜岡市進入炎熱的夏季。7月和8月時，靜岡市的平均氣溫超過25度。夏秋之際吹襲靜岡市的颱風亦為靜岡市帶來豐沛降水。靜岡市的市區地區是日本溫差較少的都市，即使是冬季也較為溫暖，亦很少降雪，使得冬季的靜岡市氣候溫暖乾燥。但靜岡市北部的山麓地區屬於內陸性氣候，在冬季降雪頗多。靜岡市的山區地區也是靜岡縣內降水量最多的地區，年平均降水量超過3,000毫米。
| 靜岡                                                         | 靜岡        | 靜岡         | 靜岡         | 靜岡         | 靜岡         | 靜岡          | 靜岡          | 靜岡         | 靜岡          | 靜岡         | 靜岡         | 靜岡        | 靜岡            |
| 月份                                                         | 1月         | 2月          | 3月          | 4月          | 5月          | 6月           | 7月           | 8月          | 9月           | 10月         | 11月         | 12月        | 全年            |
| ------------------------------------------------------------ | ----------- | ------------ | ------------ | ------------ | ------------ | ------------- | ------------- | ------------ | ------------- | ------------ | ------------ | ----------- | --------------- |
| 历史最高温 °C（°F）                                          | 25.7 (78.3) | 26.2 (79.2)  | 28.0 (82.4)  | 33.3 (91.9)  | 33.9 (93.0)  | 38.3 (100.9)  | 40.0 (104.0)  | 38.7 (101.7) | 37.1 (98.8)   | 33.9 (93.0)  | 28.0 (82.4)  | 24.5 (76.1) | 40.0 (104.0)    |
| 平均高温 °C（°F）                                            | 11.5 (52.7) | 12.0 (53.6)  | 14.8 (58.6)  | 19.5 (67.1)  | 23.0 (73.4)  | 25.7 (78.3)   | 29.5 (85.1)   | 30.8 (87.4)  | 27.9 (82.2)   | 23.1 (73.6)  | 18.4 (65.1)  | 14.0 (57.2) | 20.9 (69.6)     |
| 日均气温 °C（°F）                                            | 6.7 (44.1)  | 7.3 (45.1)   | 10.3 (50.5)  | 14.9 (58.8)  | 18.8 (65.8)  | 22.0 (71.6)   | 25.7 (78.3)   | 27.0 (80.6)  | 24.1 (75.4)   | 18.9 (66.0)  | 13.9 (57.0)  | 9.0 (48.2)  | 16.5 (61.7)     |
| 平均低温 °C（°F）                                            | 1.8 (35.2)  | 2.5 (36.5)   | 5.7 (42.3)   | 10.4 (50.7)  | 14.7 (58.5)  | 18.8 (65.8)   | 22.7 (72.9)   | 23.8 (74.8)  | 20.8 (69.4)   | 15.0 (59.0)  | 9.4 (48.9)   | 4.1 (39.4)  | 12.5 (54.5)     |
| 历史最低温 °C（°F）                                          | −6.8 (19.8) | −5.8 (21.6)  | −4.6 (23.7)  | −1.4 (29.5)  | 5.1 (41.2)   | 12.5 (54.5)   | 15.4 (59.7)   | 16.9 (62.4)  | 10.6 (51.1)   | 3.9 (39.0)   | −1.7 (28.9)  | −5.1 (22.8) | −6.8 (19.8)     |
| 平均降水量 mm（）                                            | 75.0 (2.95) | 102.6 (4.04) | 216.8 (8.54) | 209.9 (8.26) | 213.0 (8.39) | 292.8 (11.53) | 277.6 (10.93) | 250.9 (9.88) | 292.0 (11.50) | 199.9 (7.87) | 131.5 (5.18) | 63.0 (2.48) | 2,324.9 (91.53) |
| 平均降雪量 cm（）                                            | 0.0 (0.0)   | 0.2 (0.1)    | 0.0 (0.0)    | 0.0 (0.0)    | 0 (0)        | 0 (0)         | 0 (0)         | 0 (0)        | 0 (0)         | 0 (0)        | 0.0 (0.0)    | 0.0 (0.0)   | 0.2 (0.1)       |
| 平均降水天数（≥ 1.0 mm）                                     | 5.5         | 5.7          | 10.3         | 9.7          | 10.4         | 12.1          | 11.5          | 9.5          | 11.8          | 9.3          | 6.8          | 4.8         | 107.3           |
| 平均相對濕度（％）                                           | 57          | 57           | 63           | 66           | 71           | 78            | 79            | 77           | 75            | 70           | 66           | 60          | 68              |
| 月均日照時數                                                 | 201.6       | 181.0        | 179.1        | 185.1        | 183.3        | 132.1         | 154.2         | 201.4        | 148.9         | 160.9        | 170.3        | 201.1       | 2,099           |
| 来源：日本氣象廳（平均值：1981年-2010年、極值：1940年-現在） |             |              |              |              |              |               |               |              |               |              |              |             |                 |

| 清水                                                         | 清水        | 清水         | 清水         | 清水         | 清水         | 清水          | 清水          | 清水         | 清水          | 清水         | 清水         | 清水        | 清水            |
| 月份                                                         | 1月         | 2月          | 3月          | 4月          | 5月          | 6月           | 7月           | 8月          | 9月           | 10月         | 11月         | 12月        | 全年            |
| ------------------------------------------------------------ | ----------- | ------------ | ------------ | ------------ | ------------ | ------------- | ------------- | ------------ | ------------- | ------------ | ------------ | ----------- | --------------- |
| 历史最高温 °C（°F）                                          | 22.3 (72.1) | 26.8 (80.2)  | 27.4 (81.3)  | 31.8 (89.2)  | 34.3 (93.7)  | 37.8 (100.0)  | 38.2 (100.8)  | 37.8 (100.0) | 37.3 (99.1)   | 34.3 (93.7)  | 26.9 (80.4)  | 24.3 (75.7) | 38.2 (100.8)    |
| 平均高温 °C（°F）                                            | 11.5 (52.7) | 12.2 (54.0)  | 14.9 (58.8)  | 19.6 (67.3)  | 23.1 (73.6)  | 25.6 (78.1)   | 29.1 (84.4)   | 30.9 (87.6)  | 28.0 (82.4)   | 23.1 (73.6)  | 18.4 (65.1)  | 14.0 (57.2) | 20.8 (69.4)     |
| 日均气温 °C（°F）                                            | 6.5 (43.7)  | 7.1 (44.8)   | 10.1 (50.2)  | 14.7 (58.5)  | 18.5 (65.3)  | 21.7 (71.1)   | 25.3 (77.5)   | 26.7 (80.1)  | 23.9 (75.0)   | 18.8 (65.8)  | 13.7 (56.7)  | 8.9 (48.0)  | 16.3 (61.3)     |
| 平均低温 °C（°F）                                            | 2.2 (36.0)  | 2.7 (36.9)   | 5.7 (42.3)   | 10.3 (50.5)  | 14.6 (58.3)  | 18.6 (65.5)   | 22.4 (72.3)   | 23.6 (74.5)  | 20.6 (69.1)   | 15.1 (59.2)  | 9.8 (49.6)   | 4.7 (40.5)  | 12.5 (54.5)     |
| 历史最低温 °C（°F）                                          | −4.0 (24.8) | −5.6 (21.9)  | −2.1 (28.2)  | 1.7 (35.1)   | 6.8 (44.2)   | 12.9 (55.2)   | 16.3 (61.3)   | 18.8 (65.8)  | 12.2 (54.0)   | 6.4 (43.5)   | 0.7 (33.3)   | −2.5 (27.5) | −5.6 (21.9)     |
| 平均降水量 mm（）                                            | 79.6 (3.13) | 104.6 (4.12) | 222.5 (8.76) | 209.0 (8.23) | 209.2 (8.24) | 282.5 (11.12) | 266.3 (10.48) | 249.3 (9.81) | 294.1 (11.58) | 211.2 (8.31) | 143.4 (5.65) | 67.8 (2.67) | 2,367.6 (93.21) |
| 平均降水天数（≥ 1.0 mm）                                     | 5.8         | 6.4          | 11.4         | 10.6         | 11.1         | 13.3          | 11.6          | 9.8          | 12.2          | 9.8          | 7.6          | 5.3         | 115.2           |
| 月均日照時數                                                 | 178.4       | 163.9        | 167.5        | 176.8        | 165.2        | 116.6         | 136.8         | 185.2        | 145.4         | 148.3        | 156.7        | 182.7       | 1,935.7         |
| 来源：日本氣象廳（平均值：1981年-2010年、極値：1978年-現在） |             |              |              |              |              |               |               |              |               |              |              |             |                 |

| 井川                                                         | 井川         | 井川         | 井川          | 井川         | 井川          | 井川          | 井川          | 井川          | 井川          | 井川          | 井川         | 井川        | 井川             |
| 月份                                                         | 1月          | 2月          | 3月           | 4月          | 5月           | 6月           | 7月           | 8月           | 9月           | 10月          | 11月         | 12月        | 全年             |
| ------------------------------------------------------------ | ------------ | ------------ | ------------- | ------------ | ------------- | ------------- | ------------- | ------------- | ------------- | ------------- | ------------ | ----------- | ---------------- |
| 历史最高温 °C（°F）                                          | 18.2 (64.8)  | 21.8 (71.2)  | 24.2 (75.6)   | 27.5 (81.5)  | 29.9 (85.8)   | 34.4 (93.9)   | 35.7 (96.3)   | 34.7 (94.5)   | 33.2 (91.8)   | 28.4 (83.1)   | 22.4 (72.3)  | 19.4 (66.9) | 35.7 (96.3)      |
| 平均高温 °C（°F）                                            | 6.5 (43.7)   | 7.3 (45.1)   | 10.4 (50.7)   | 15.9 (60.6)  | 19.9 (67.8)   | 22.8 (73.0)   | 26.6 (79.9)   | 27.7 (81.9)   | 24.1 (75.4)   | 18.8 (65.8)   | 14.0 (57.2)  | 9.2 (48.6)  | 16.9 (62.4)      |
| 日均气温 °C（°F）                                            | 1.1 (34.0)   | 1.7 (35.1)   | 4.7 (40.5)    | 9.9 (49.8)   | 14.1 (57.4)   | 17.6 (63.7)   | 21.3 (70.3)   | 22.1 (71.8)   | 18.9 (66.0)   | 13.3 (55.9)   | 8.3 (46.9)   | 3.6 (38.5)  | 11.4 (52.5)      |
| 平均低温 °C（°F）                                            | −3.1 (26.4)  | −2.9 (26.8)  | 0.1 (32.2)    | 4.9 (40.8)   | 9.3 (48.7)    | 13.7 (56.7)   | 17.6 (63.7)   | 18.3 (64.9)   | 15.3 (59.5)   | 9.2 (48.6)    | 3.8 (38.8)   | −0.9 (30.4) | 7.1 (44.8)       |
| 历史最低温 °C（°F）                                          | −11.5 (11.3) | −11.4 (11.5) | −8.6 (16.5)   | −3.9 (25.0)  | 0.5 (32.9)    | 5.9 (42.6)    | 11.7 (53.1)   | 11.7 (53.1)   | 5.2 (41.4)    | 0.0 (32.0)    | −3.2 (26.2)  | −9.5 (14.9) | −11.5 (11.3)     |
| 平均降水量 mm（）                                            | 105.7 (4.16) | 134.4 (5.29) | 261.8 (10.31) | 252.4 (9.94) | 287.2 (11.31) | 367.9 (14.48) | 353.4 (13.91) | 353.8 (13.93) | 451.8 (17.79) | 258.9 (10.19) | 181.5 (7.15) | 86.8 (3.42) | 3,110.1 (122.44) |
| 平均降水天数（≥ 1.0 mm）                                     | 6.5          | 7.6          | 12.0          | 11.8         | 13.3          | 14.4          | 15.4          | 13.1          | 14.2          | 11.4          | 8.3          | 6.0         | 134.6            |
| 月均日照時數                                                 | 176.3        | 165.8        | 163.5         | 176.1        | 168.1         | 133.6         | 155.2         | 172.6         | 132.9         | 143.6         | 157.8        | 180.9       | 1,919.4          |
| 来源：日本氣象廳（平均值：1981年-2010年、極値：1978年-現在） |              |              |               |              |               |               |               |               |               |               |              |             |                  |

## 政治
在國會選舉方面，靜岡市葵區和駿河區的大部分地區以及清水區的小部分地區被劃入日本眾議院選舉的靜岡縣第1區，而清水區的大部分地區和葵區及駿河區的小部分地區與富士宮市以及富士市的部分地區共同組成了靜岡縣第4區。就歷史上的選舉結果來看，靜岡縣1區呈現自民黨和民主黨系政黨互有勝負的局面。而在靜岡縣4區，自民黨則有較為明顯的優勢，民主黨的候選者只在2009年當選過。現任靜岡1區的議員是上川陽子，靜岡4區的議員則是深澤陽一。兩人都所屬於自民黨。	
而在市政方面，合併之後的首任靜岡市長是小島善吉。他自1994年當選舊靜岡市的市長之後，在2003年合併之後實現連任，繼續就任新靜岡市的市長。現任靜岡市長是田邊信宏。他在2011年4月的市長選舉中首次當選，並在2015年、2019年順利連任。2023年，前靜岡縣副知事難波喬司當選靜岡市市長。靜岡市議會共有議員48人，其中自民黨是議會最大會派，有議員20人。其他在靜岡市議會擁有議席的政黨包括公明黨、日本共產黨、日本維新會等政黨。

## 經濟

### 農業

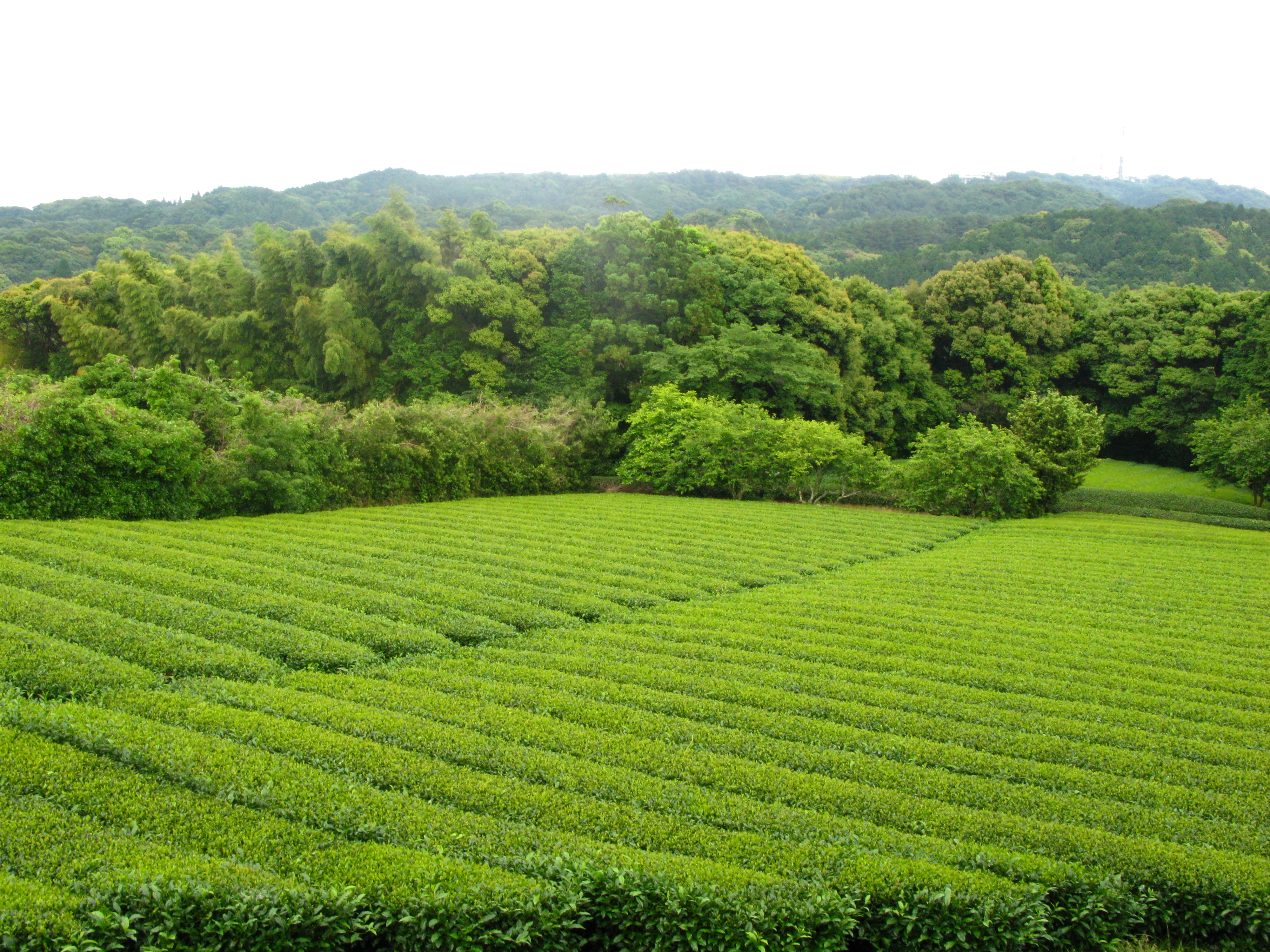
茶葉是靜岡最有名的特產

靜岡市的農產品中以茶葉最為聞名。靜岡市的茶葉栽培業開始於鎌倉時代中期，葵區郊外的安倍川上流地區是日本茶葉栽培業的起源地。現在靜岡市內的主要茶葉生產地包括了安倍川流域地區和兩河內地區等地。靜岡的知名茶葉品種包括了靜岡本山茶、藪北等品種。靜岡市不僅是日本最大的茶葉生產地之一，亦是重要的茶葉集散地。此外，靜岡市也是日本芥末栽培的發祥地。除了茶葉和芥末之外，草莓和柑橘亦是靜岡重要的農產品。

### 工業
靜岡市內的大型工廠主要集中在舊清水市地區，而舊靜岡市地區的工業企業則大多規模較小。清水港地區在二戰時期興建了眾多軍需工廠，使得戰後清水的重工業頗為發達。清水地區的主要產業是木材、造船、石化、食品、鋁加工產業。日本輕金屬的清水工廠是日本最重要的鋁製品工廠之一。舊靜岡市地區則是傳統產業和地場產業較為發達，其中又以雛具、漆器、塑料模型產業最為知名。靜岡市現在是日本雛具生產量最大的都市，產量佔日本全國的90%以上。

### 服務業
靜岡市是一座行政都市和商業都市，這使得服務業成為靜岡市最重要的產業。在金融業方面，靜岡縣的三家地方銀行中，靜岡銀行和清水銀行的總部都是設在靜岡市，顯示靜岡市擁有靜岡縣內金融中心的地位。在商業方面，靜岡站附近地區是靜岡市內最繁華的商業地區，松坂屋、伊勢丹、丸井等百貨店就位於這一地區。車站附近的兩替町聚集了眾多餐館酒家，是靜岡縣內最大的歡樂街。而清水站附近地區則是舊清水市地區最重要的商業區。日本重要物流企業鈴與的總部也位於靜岡市清水區。

## 文化
在日本戰國時期，靜岡文化繁榮，駿府文化有「戰國三大文化」之稱。今日的靜岡也是一座文化興盛的都市。市內圖書館、博物館、美術館眾多，具代表性的有靜岡縣立美術館、駿府博物館等。靜岡的飲食文化亦具有特色，特別是關東煮的人均消費量位居日本前列。靜岡市還是著名漫畫動畫作品櫻桃小丸子的故事舞台，作者櫻桃子亦出身於靜岡市清水區。

### 媒體

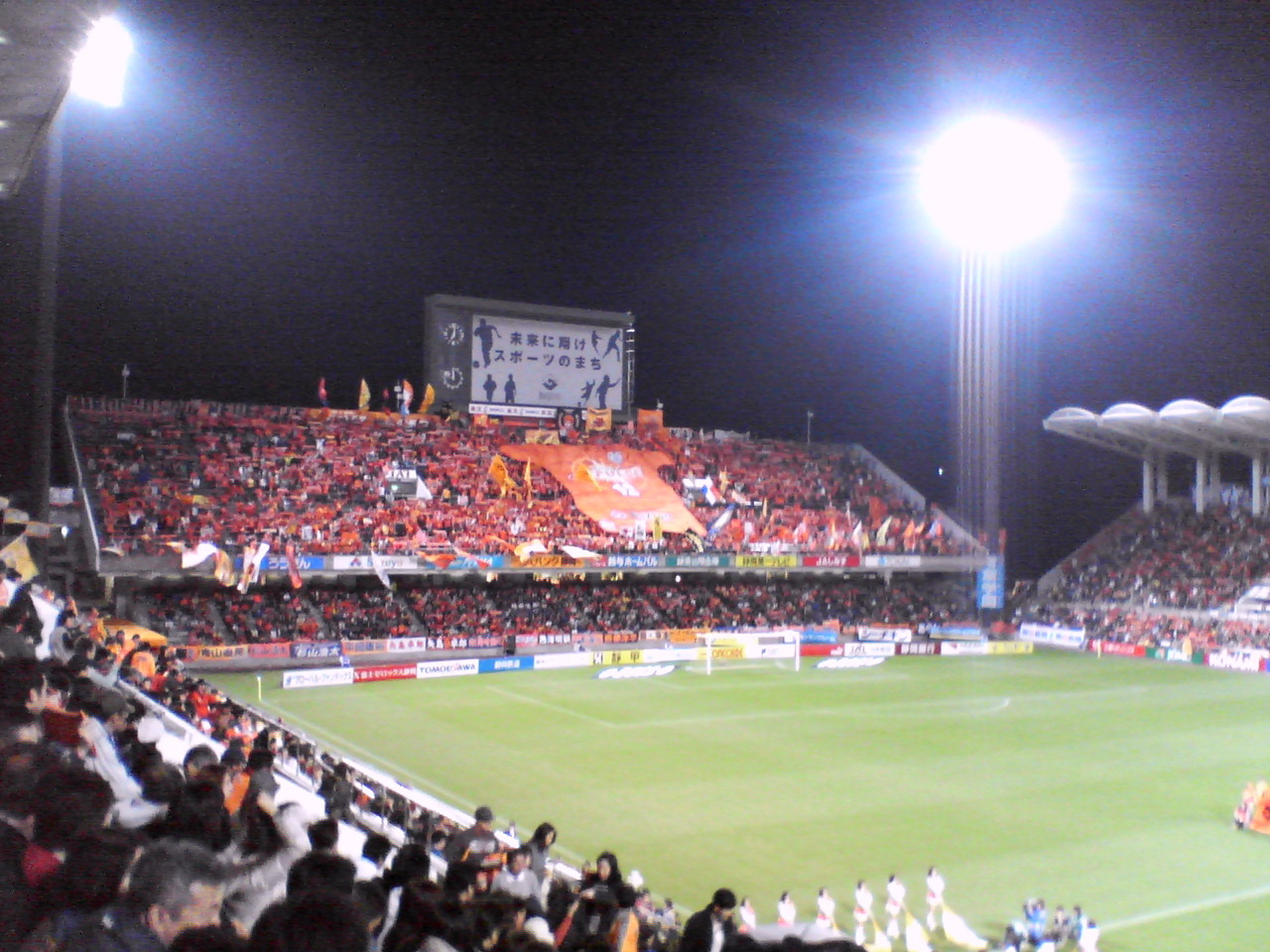
清水心跳的主場比賽

靜岡縣內全部電視台的總部均位於靜岡市內。現在總部設在靜岡市內的電視台包括NHK靜岡放送局、靜岡第一電視台、靜岡朝日電視台、靜岡放送、靜岡電視台。靜岡市內的廣播電台則有靜岡放送、靜岡FM放送、CityFM靜岡、FM清水。靜岡新聞是一家總部位於靜岡市的地方報紙，總發行量約有70萬，是日本較為大型的一份地方報紙。

### 體育
靜岡市的舊清水市地區有「足球王國」「日本的巴西」之稱，是日本國內足球文化最早開始流行的地區。日本足球界元老級人物三浦知良亦出身於靜岡市。清水地區的各級學校在日本青少年足球賽事中一直有優秀的成績。雖然隨著足球在日本其他地區也得到普及，清水的球隊在各類賽事中的成績已不像以往那樣突出，但清水仍然是日本足球氛圍最強的地區之一。現在J聯賽球隊清水心跳的主場位於靜岡市。棒球在靜岡市亦很受歡迎。靜岡縣立靜岡高等學校曾奪得全國高等學校野球選手權大會的冠軍。

## 教育

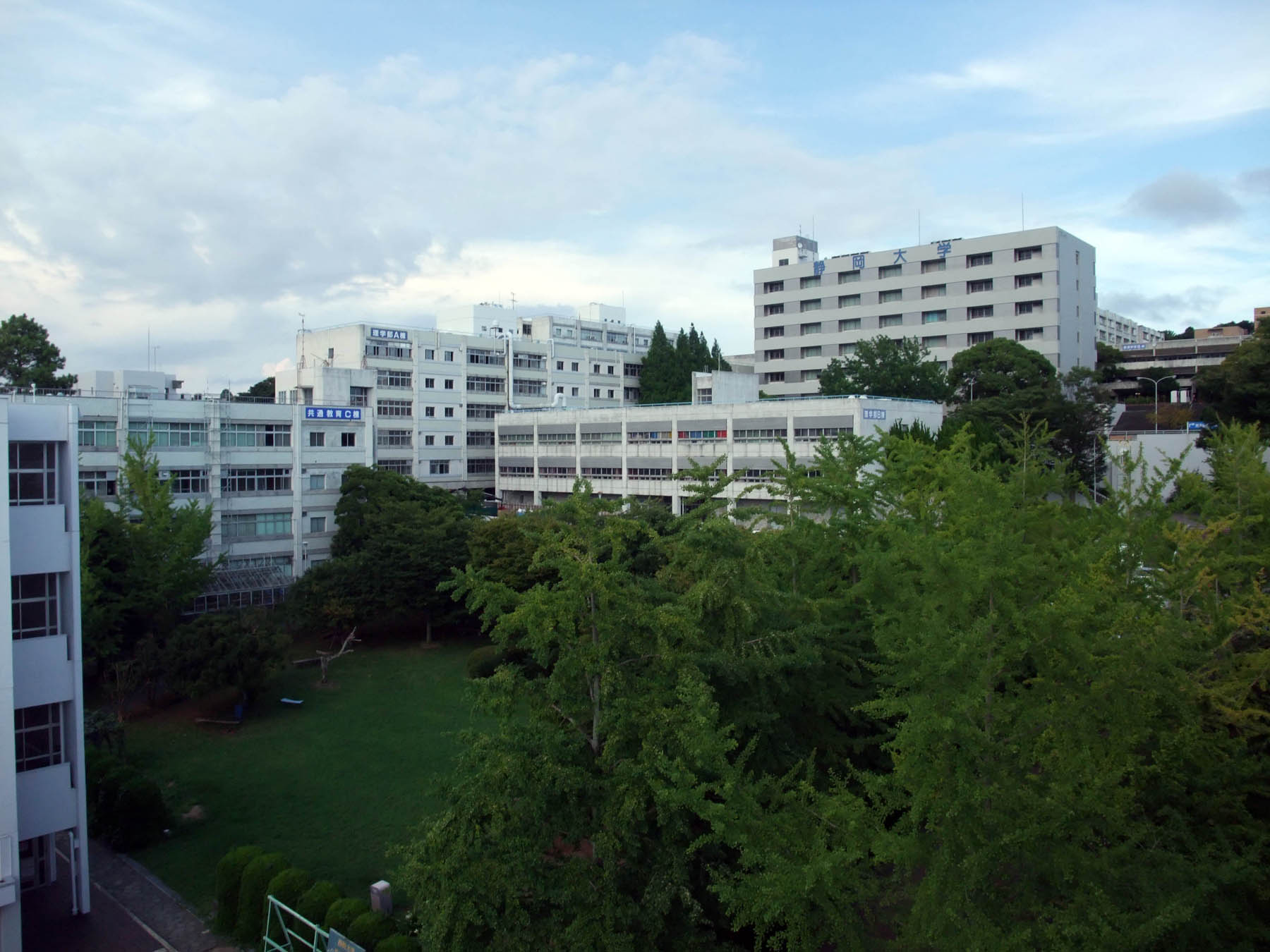
靜岡大學

在高等教育方面，靜岡市內有多所大學，其中最知名的是靜岡大學。靜岡大學設置於1949年，是一座國立大學，亦是靜岡縣內教育研究水準最高的大學之一。靜岡大學分為靜岡校區和濱松校區兩個校區，其中靜岡校區位於靜岡市駿河區，亦是大學的本部所在地。除了靜岡大學之外，靜岡市的主要高等教育機構還有靜岡縣立大學、常葉大學等大學。靜岡市內一共有33座高中，其中20座是公立高中，13座是私立高中；初中則共有54座，其中43座為市立，11座為私立。小學則共有90所，其中87所為市立，3所為私立。

## 觀光

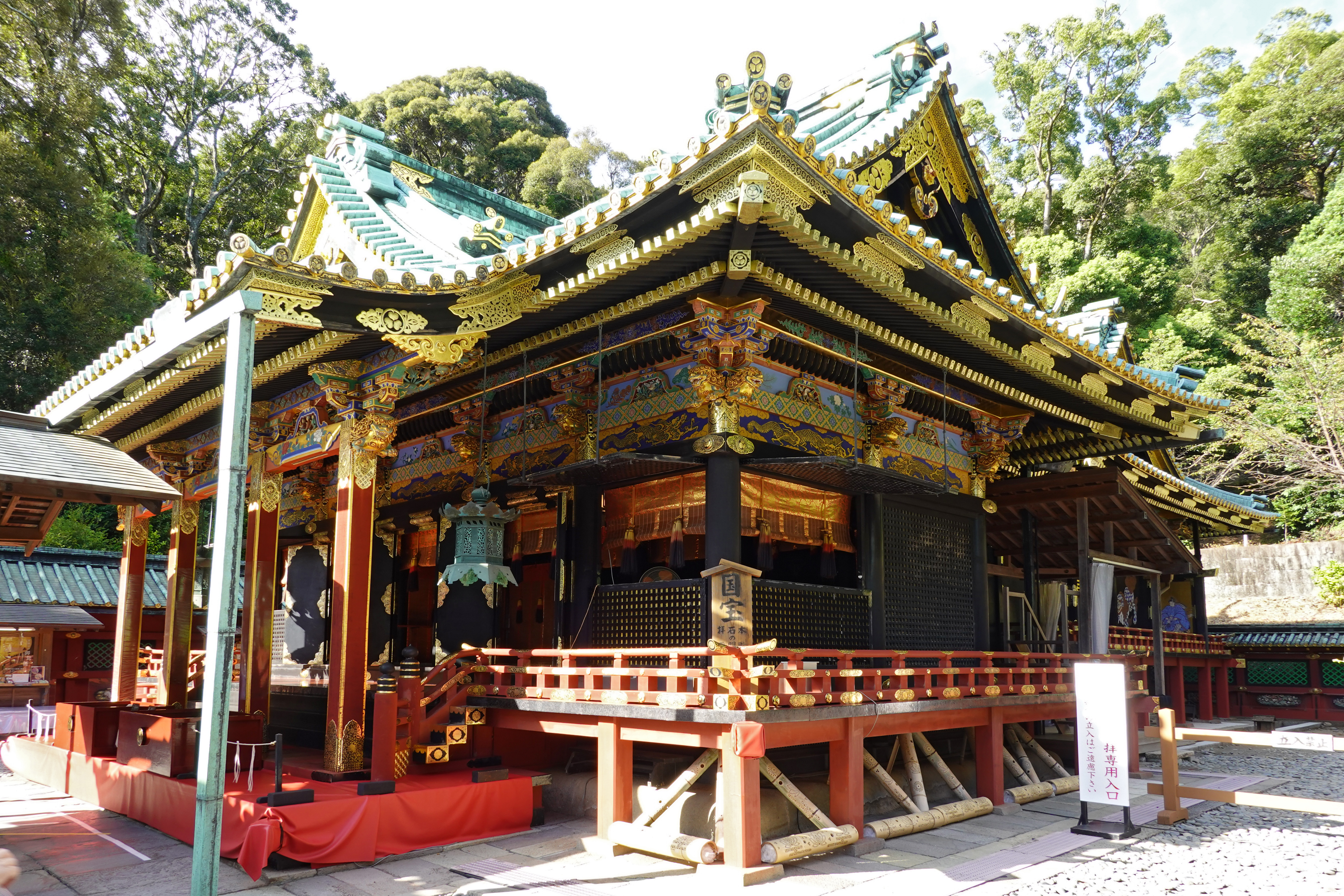
久能山東照宮

靜岡市擁有眾多觀光景點，是日本著名的觀光都市。在2008年，有超過2,500萬遊客到訪靜岡市，其中有超過148萬人在靜岡市內住宿。靜岡市雖然不直接和富士山相鄰，但市內有多處景點適合遠眺富士山。在富士山於2013年列入世界文化遺產時，靜岡市內的三保之松原亦作為富士山景觀的一部分而被列入世界文化遺產。三保之松原亦是新日本三景和日本三大松原之一。此外位於駿河區和清水區交界處的日本平也是遠眺富士山的知名景點，在1959年被日本政府指定為名勝。在人文景觀方面，靜岡市有鐵舟寺、龍華寺、草薙神社、靜岡淺間神社等歷史悠久的寺廟神社。駿府城是日本具代表性的城堡建築，位列日本100名城之內，亦是賞櫻的聖地。

## 交通

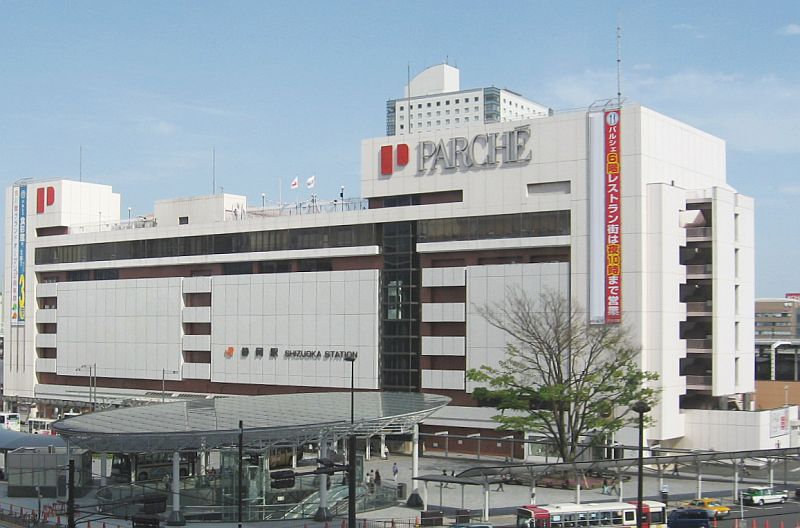
静岡站

靜岡市位處東海道上，自古就是日本重要的交通樞紐。在鐵路方面，靜岡市內最主要的鐵路幹線是東海道本線和高速鐵路的東海道新幹線，兩條路線均由東海旅客鐵道（JR東海）運營。東海道本線橫貫靜岡市區，沿途經過清水和靜岡等靜岡市內的主要車站。靜岡站是駿河區和葵區最主要的鐵路車站。東海道新幹線所有的木靈號列車和部分光號列車在靜岡站停車。每個小時有兩班木靈號列車和一班光號列車在靜岡站停車。清水站則是清水區最重要的鐵路車站。除了JR東海之外，靜岡市內還有靜岡鐵道和大井川鐵道兩家公司經營鐵路客運業務。靜岡鐵道經營有連接新靜岡站和新清水站的靜岡清水線，是靜岡市民重要的交通手段。大井川鐵道的井川線途徑靜岡市北部山區，沿途人煙稀少，現在主要乘客多是觀光客。

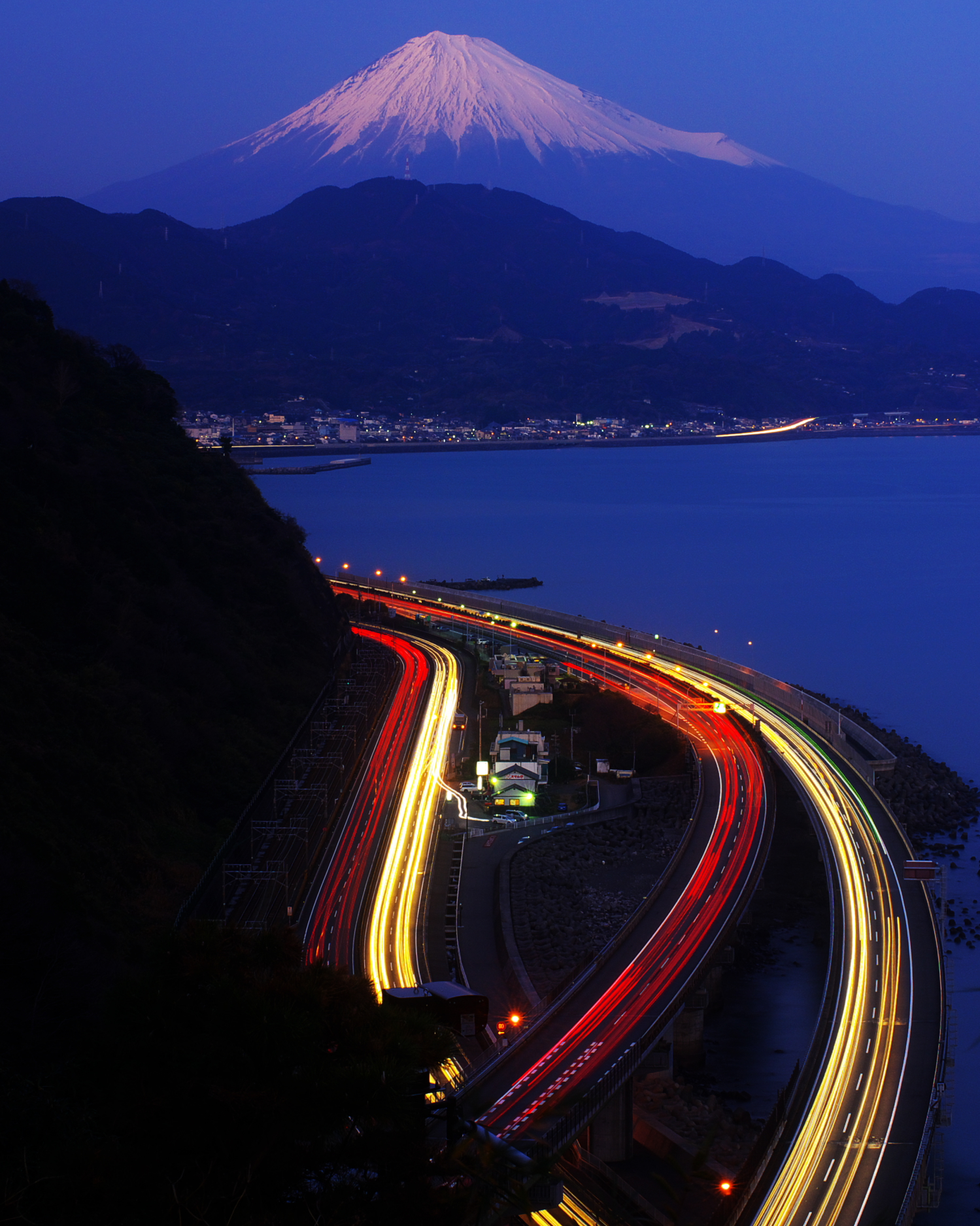
富士山和國道1号（山側）和東名高速公路（海側）

靜岡市內有多條公路經過。較為重要的有國道1號、國道52號、國道150號等。在高速公路方面，新東名高速公路和東名高速公路均經過靜岡市。此外自清水區出發至長野縣小諸市的中部横断自動車道亦以靜岡市為起點。靜岡市內有多條公車運行，並且亦有自靜岡出發，前往東京、名古屋、近畿地方等較遠地區的高速巴士。在海運方面，清水港被指定為國際據點港灣，是日本的重要港口。清水港的主要出口產品是摩托車、汽車零件和工業機械等產品，主要進口產品則是工業原料、液化天然氣和金槍魚等。清水港憑藉其可眺望富士山的優美景色而被評為日本三大美港之一。現在清水港除了是座工業港之外，亦有眾多郵輪停靠。靜岡市內並無機場，距離靜岡市最近的機場是靜岡機場，自靜岡市出發乘坐汽車可在約40分內到達。

## 姊妹都市和提攜都市
靜岡市和以下城市是姊妹都市及友好都市。

### 姊妹都市
海外
| 國家 | 城市                                   | 締結日期       | 對象     |
| ---- | -------------------------------------- | -------------- | -------- |
| 美国 | 斯托克頓（加利福尼亞州）               | 1959年10月16日 | 舊清水市 |
| 美国 | 奧馬哈（內布拉斯加州）                 | 1965年4月1日   | 舊靜岡市 |
| 日本 | 室蘭市（北海道）                       | 1976年12月24日 | 舊清水市 |
| 美国 | 謝爾比維爾（印第安納州）               | 1989年11月3日  | 舊蒲原町 |
| 法國 | 戛納（普羅旺斯-阿爾卑斯-蔚藍海岸大區） | 1991年11月5日  | 舊靜岡市 |
| 日本 | 上越市（新潟縣）                       | 1995年10月22日 | 舊清水市 |

### 友好都市
| 國家 | 城市                 | 締結日期       | 對象     |
| ---- | -------------------- | -------------- | -------- |
| 日本 | 佐久市（長野縣）     | 1989年10月12日 | 舊清水市 |
| 越南 | 順化市（承天順化省） | 2005年4月12日  | 現靜岡市 |

此外靜岡市還和日本國內的伊豆市、金澤市、甲府市之間進行有連攜交流。

### 友好港及姊妹港
中华人民共和国山東省青島港 1984年4月和清水港成為友好港
 美国佐治亞州薩凡納港 1986年10月27日和清水港成為姊妹港

## 外部連結
- 靜岡市官方網站 [永久]
- YouTube上的靜岡市頻道
- 靜岡市的Facebook專頁
- 維客旅行上的靜岡市 （页面存档备份，存于）
- OpenStreetMap上有關靜岡市的地理